# Фрайберг, Конрад
Конрад Фрайберг (нем. Conrad Freyberg; 14 марта 1842, Штеттин, Пруссия — 16 октября 1915, Берлин, Германская империя) — немецкий живописец и скульптор.

## Биография
Окончил Берлинскую академию искусств. Стажировался в студии Карла Штеффека. Начал свою карьеру как художник при берлинском дворе в 1860-х годах.
Вдохновлённый событиями Австро-прусско-итальянской 1866 и Франко-прусской войн 1870—1871 годов, начал создавать батальные сцены, такие как «Битва при Садове» и «Битва при Скалице».
Позже поселился в Берлине и стал художником-портретистом, а также также автором исторических и анималистских полотен, спортивных, охотничьих, парадных картин, за что впоследствии получил звание придворного художника.
Вместе со скульптором Евгением Бурмелем в 1901 году создал бронзовый Памятник принцу Альбрехту Прусскому в берлинском районе Шарлоттенбург.

## Галерея

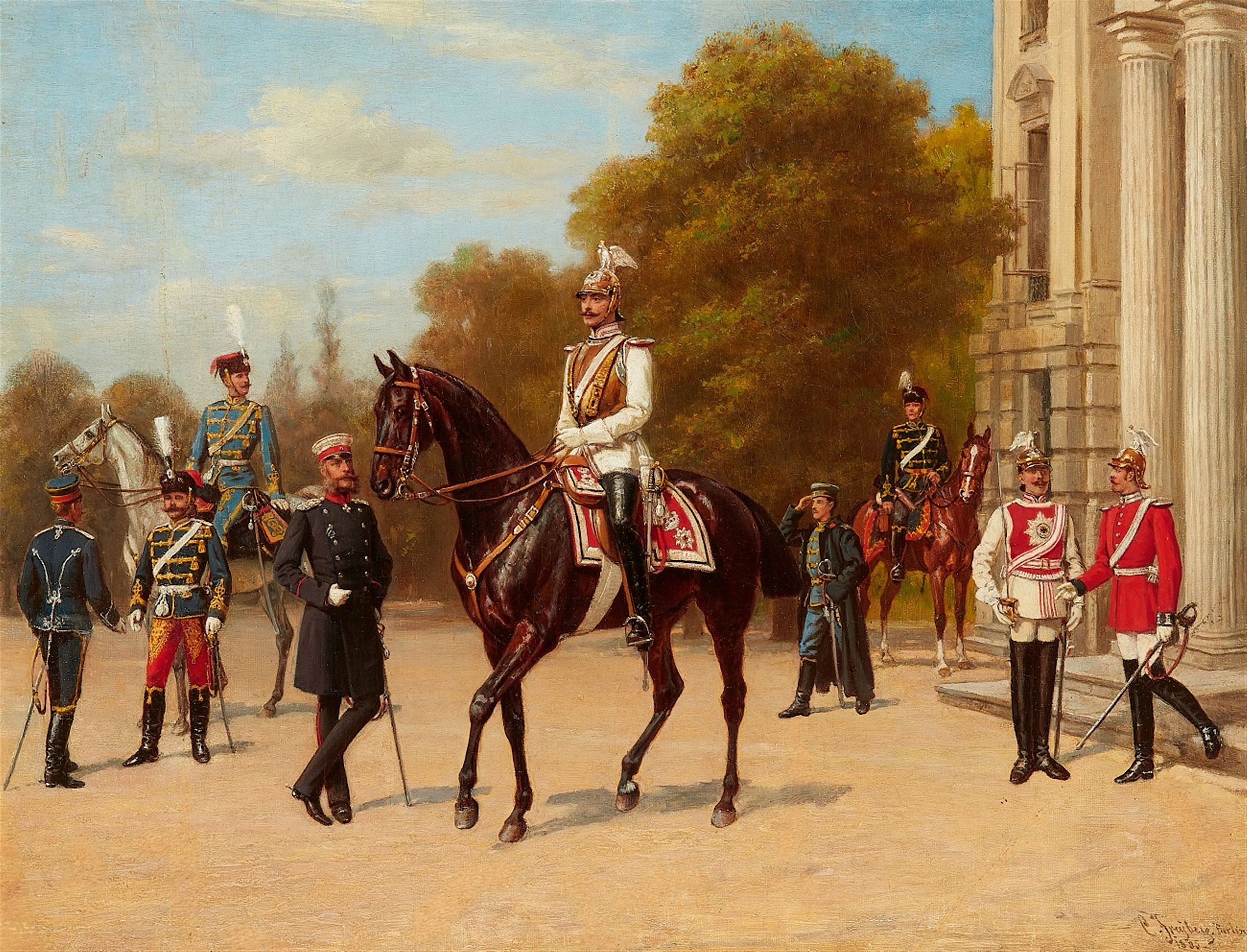
Выезд принца Фридриха фон Гогенцоллерна-Зигмарингена (1843—1904) верхом на лошади на парад в садах Потсдамского дворца
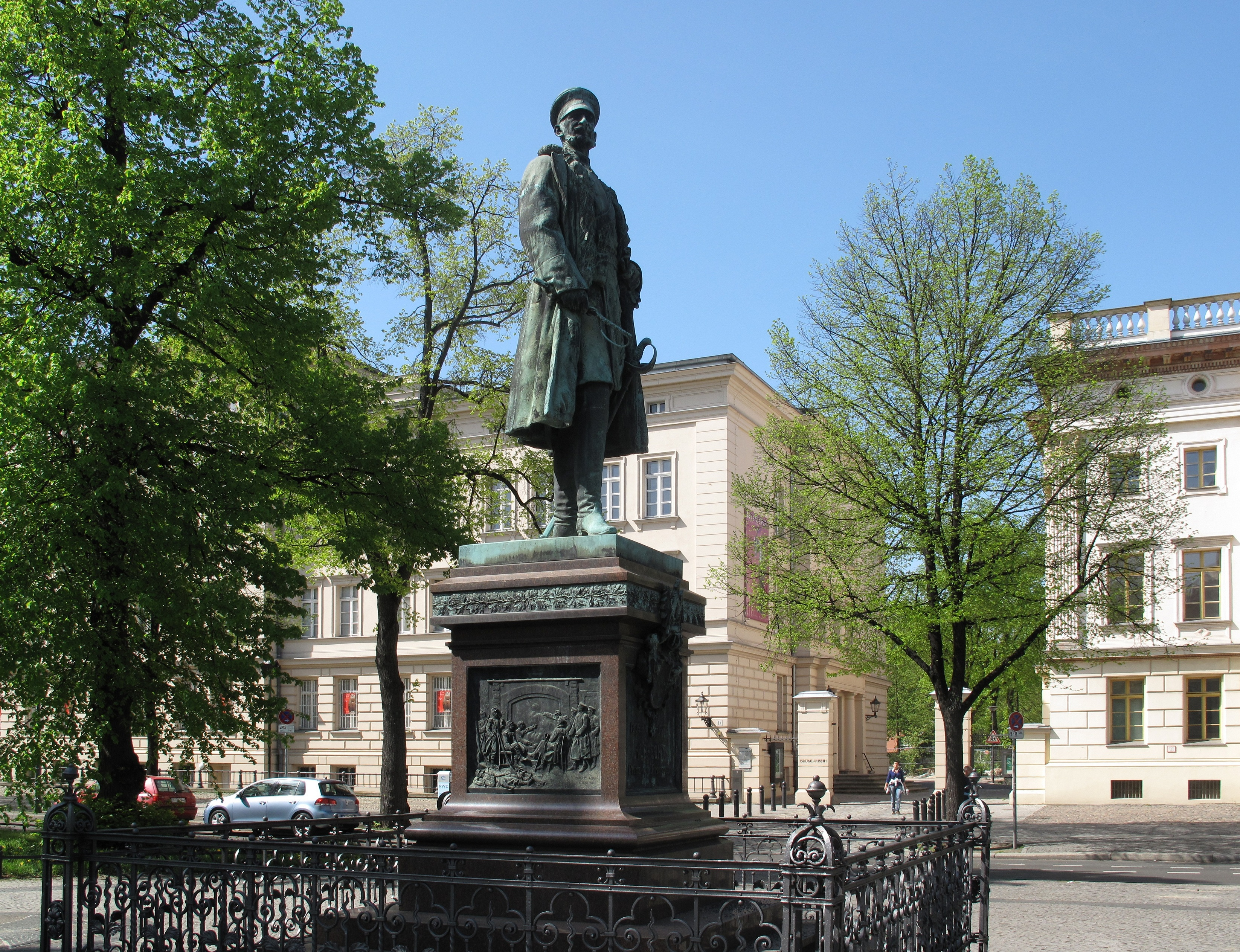
Памятник принцу Альбрехту Прусскому на фоне здания Музея Брёхана
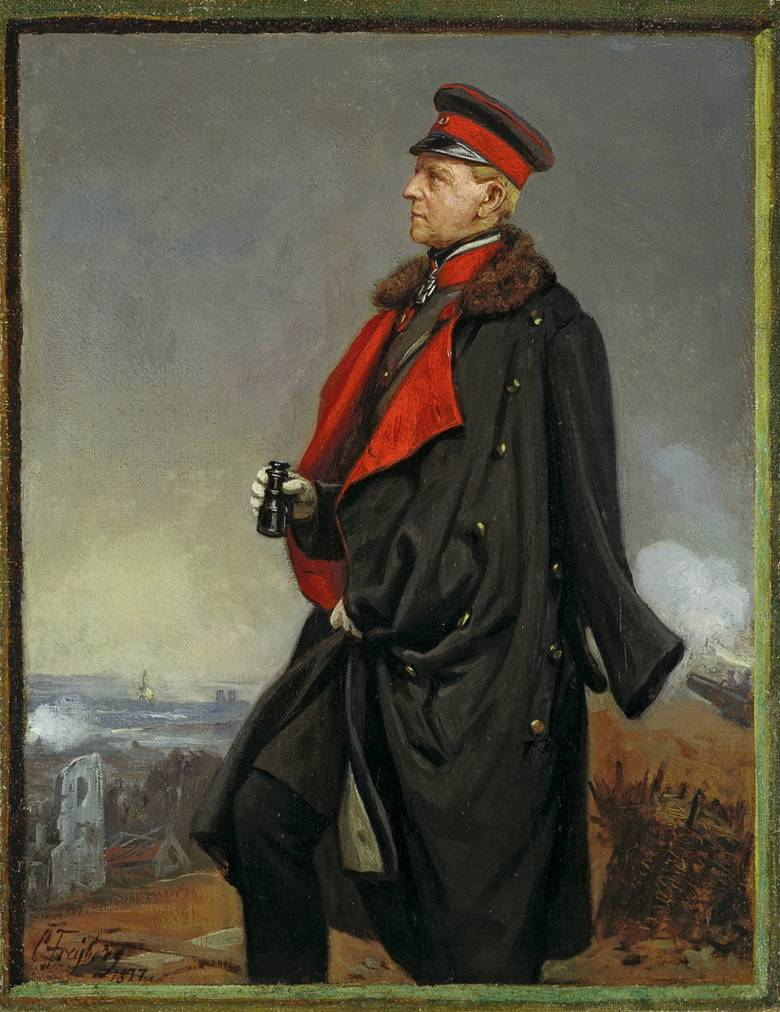
Портрет генерал-фельдмаршала Хельмута графа фон Мольтке. 1877 г.